# Єрьоминка
Єрьо́минка (рос. Ерёминка) — село у складі Сакмарського району Оренбурзької області, Росія.

## Населення
Населення — 195 осіб (2010; 133 у 2002).
Національний склад (станом на 2002 рік):
- росіяни — 91 %